# 洛弗尔陨石坑
洛弗尔陨石坑（Lovell）是位于月球背面南半部的一座年轻撞击坑，约形成于32-11亿年前的爱拉托逊纪，其名称取自1968年首次执行载人绕月飞行任务的阿波罗8号小组成员，美国宇航局宇航员吉姆·洛弗尔（1928年－ ），1970年被国际天文学联合会批准接受。

## 描述

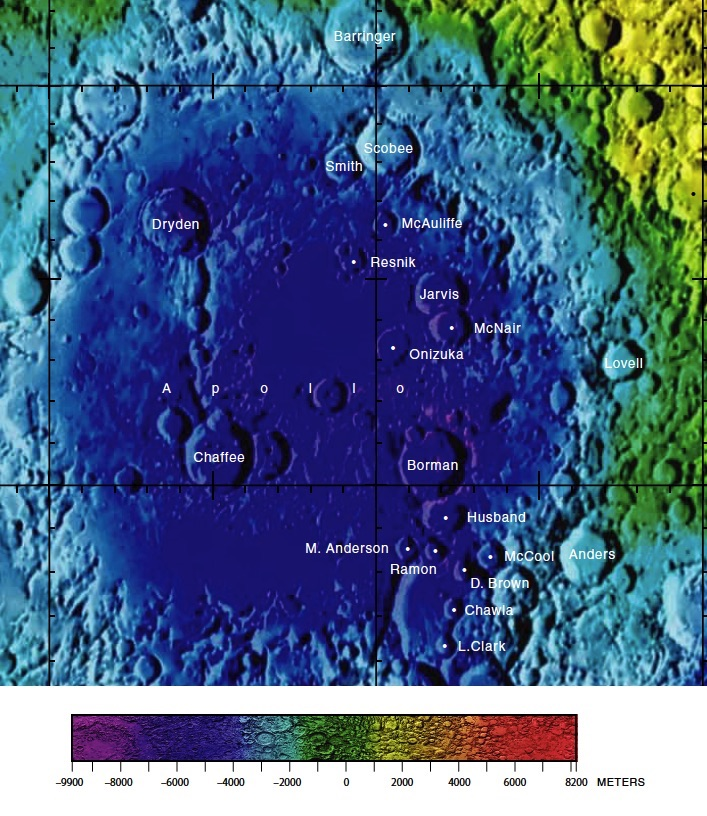
博尔曼环形山的周边，月球背面区域详图。

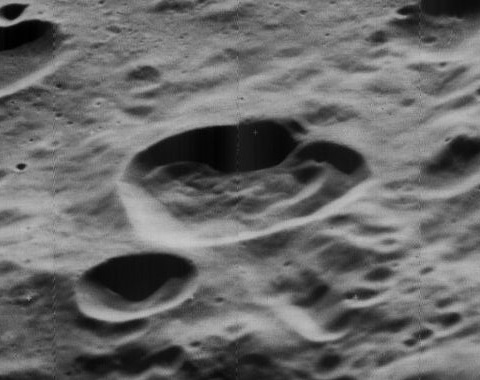
月球轨道器5号拍摄的斜视图

该陨坑位于巨大的阿波罗环形山东侧坑壁上，西北偏西靠近麦克内尔陨石坑和贾维斯陨石坑、东北偏北和东北偏东坐落了更大的科雷米诺夫环形山及切比雪夫环形山，古老的布丰环形山以及博尔曼环形山分别位于它的东南和西南，而往南稍远则横亘着已严重侵蚀的安德斯陨石坑。
该陨坑中心月面坐标为36°44′S 142°28′W / 36.74°S 142.47°W，直径35.10公里，深度约2.11公里。

洛弗尔陨石坑外观轮廓不太规则，其北、西二侧边缘向外鼓出，除西北弧形段坑壁略有磨损外，其它部分壁沿仍尖峭、清晰，平整陡峭的内壁直落至坑底。该陨坑最大高出周边地形980米，内部容积约884立方千米>。坑底表面较为崎岖，靠北部坐落了二座小撞击坑。

## 卫星陨石坑
按惯例，最靠近洛弗尔陨石坑的卫星坑将在月图上以字母标注在它的中心点旁边。

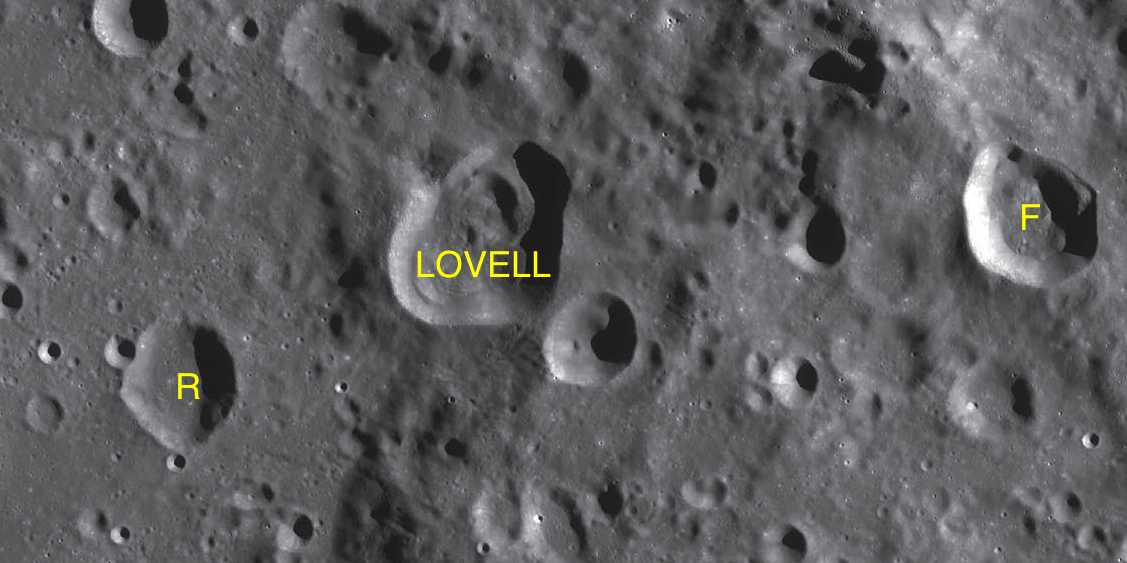
LAC-121 区域图

| 洛弗尔 | 纬度    | 经度     | 直径    |
| ------ | ------- | -------- | ------- |
| F      | 36.7° S | 138.2° W | 24 公里 |
| R      | 37.7° S | 144.0° W | 24 公里 |

## 另请参阅
- Andersson, L. E.; Whitaker, E. A. . NASA RP-1097. 1982.
- Blue, Jennifer. . USGS. July 25, 2007  [2007-08-05]. （原始内容存档于2012-04-08）.
- Bussey, B.; Spudis, P. . New York: Cambridge University Press. 2004. ISBN 978-0-521-81528-4.
- Cocks, Elijah E.; Cocks, Josiah C. . Tudor Publishers. 1995. ISBN 978-0-936389-27-1.
- McDowell, Jonathan. . Jonathan's Space Report. July 15, 2007  [2007-10-24]. （原始内容存档于2012-05-26）.
- Menzel, D. H.; Minnaert, M.; Levin, B.; Dollfus, A.; Bell, B. . Space Science Reviews. 1971, 12 (2): 136–186. Bibcode:1971SSRv...12..136M. doi:10.1007/BF00171763.
- Moore, Patrick. . Sterling Publishing Co. 2001. ISBN 978-0-304-35469-6.
- Price, Fred W. . Cambridge University Press. 1988. ISBN 978-0-521-33500-3.
- Rükl, Antonín. . Kalmbach Books. 1990. ISBN 978-0-913135-17-4.
- Webb, Rev. T. W.  6th revised. Dover. 1962. ISBN 978-0-486-20917-3.
- Whitaker, Ewen A. . Cambridge University Press. 1999. ISBN 978-0-521-62248-6.
- Wlasuk, Peter T. . Springer. 2000. ISBN 978-1-85233-193-1.